# Juliette Fournier
Pour les articles homonymes, voir Fournier.
Juliette Fournier est une auteure de bande dessinée et illustratrice française née en 1985 à Lille.

## Biographie
Juliette Fournier est née en 1985 à Lille. Ses parents réalisent des sculptures animalières en papier mâché. Elle s'installe ensuite avec sa famille à Arradon en 1999. Par la suite, elle s'installe à Rennes. En termes d'influences, Fournier se sent plus proche des illustrations asiatiques qu'européennes et elle se réfère également à Alice au pays des merveilles.
Elle suit les cours à l'école Pivaut de Nantes, où elle étudie le « dessin narratif, spécialité BD d'illustration » ; alors qu'elle se trouve en dernière année, en 2007, elle prépare son projet de fin d'études, qui préfigure son premier roman graphique, publié en février 2012 par Emmanuel Proust : Morphine, nom du personnage principal, « une petite fille plongée dans une histoire où s'entremêlent le réel et le fantastique ». En 2015, pour le même éditeur, paraît Diosphère, co-dessiné avec Jean-Gaël Deschard. La dessinatrice collabore avec lui sur d'autres œuvres, comme Bunny (2013-2016) et Kami (2016).
En parallèle de ses créations de bande dessinée, elle fait des piges et illustre des cahiers d'exercices et des livres jeunesse : elle dessine Quand je serai grand, je serai pilote (Fleurus, collection Un métier, une histoire), La Beauté pour les filles (Fleurus), Mon premier Larousse de Noël (Larousse collectif), des couvertures de livres scolaires chez Magnard...

## Œuvres

### Bandes dessinées
- Morphine (scénario, dessin et couleur)[8], Emmanuel Proust Éditions, coll. Atmosphères, février 2012  (ISBN 978-2-84810-383-9) (BNF 42655760)
- Diosphère (scénario), dessin et couleur de Jean-Gaël Deschard, Emmanuel Proust Éditions, coll. Atmosphères, février 2012  (ISBN 978-2-88932-010-3)
- Bunny (co-scénario avec Jean-Gaël Deschard), dessin et couleur de Jean-Gaël Deschard, Emmanuel Proust Éditions, coll. Atmosphères, février 2013  (ISBN 978-2-84810-435-5) (BNF 43540978)
- Bunny, intégrale (co-scénario avec Jean-Gaël Deschard)[9], dessin de Jean-Gaël Deschard, Emmanuel Proust Éditions, coll. Atmosphères, mars 2016  (ISBN 978-2-88932-990-8)
- Kami, éd. Jungle !
  1. Omegama (scénario, dessin et couleurs avec Jean-Gaël Deschard), août 2016  (ISBN 978-2-8222-1518-3) (BNF 45108502)
  2. Jinx (scénario, dessin et couleurs avec Jean-Gaël Deschard), dessin de Jean-Gaël Deschard, août 2017  (ISBN 978-2-8222-2082-8) (BNF 45350303)
- Kinra Girls, éd. Playbac, d'après les romans de Moka
  1. Tome 1 : La rencontre (scénario, dessin et couleur) mai 2019  (ISBN 978-2-809-66663-2) (BNF 45712468)
  2. Tome 2 : Au cœur du labyrinthe (scénario) (dessin et couleurs avec Jean-Gaël Deschard janvier 2020  (ISBN 280967020X)
  3. Tome 3 : Un fantôme à l'académie (scénario, dessin et couleur avec Jean-Gaël Deschard) septembre 2020  (ISBN 2809672628)
- Bakamon , éd. Akileos

1. Tome 1 : Un jour je serai... (scénario), dessin et couleurs avec Jean-Gaël Deschard, septembre 2020  (ISBN 978-2355744952)
2. Tome 2: Rap et Revanche
3. Tome 3: La Révélation des Conspyramides

### Autres
Sauf mention contraire, Juliette Fournier est l'illustratrice.
- La beauté : miroir, dis-moi qui est la plus belle !, textes d'Ophélie Nguyen ; illustrations avec Dorothée Jost, BD de Diglee, photos de Lionel Antoni ; stylisme de Élisabeth Hebert, éd. Fleurus, coll. Pour les filles, 2009  (ISBN 978-2-2150-4746-9) (BNF 41462817)
- Quand je serai grand, je serai pilote, texte de Nathalie Somers, Fleurus, coll. Un Métier, une histoire, 2009  (ISBN 978-2-215-04705-6) (BNF 41438196)
- Tests : découvre qui tu es vraiment ! ; textes de Marie Clerc ; illustrations avec Marianne Dupuy-Sauze, photos de Lionel Antoni ; stylisme de Élisabeth Hebert, éd. Fleurus, coll. Pour les filles, 2009  (ISBN 978-2-215-04814-5) (BNF 42102932)